# 李增芳
李增芳（？—？），又名李增霨，字襄国。云南蒙化人。清朝政治人物、進士出身。

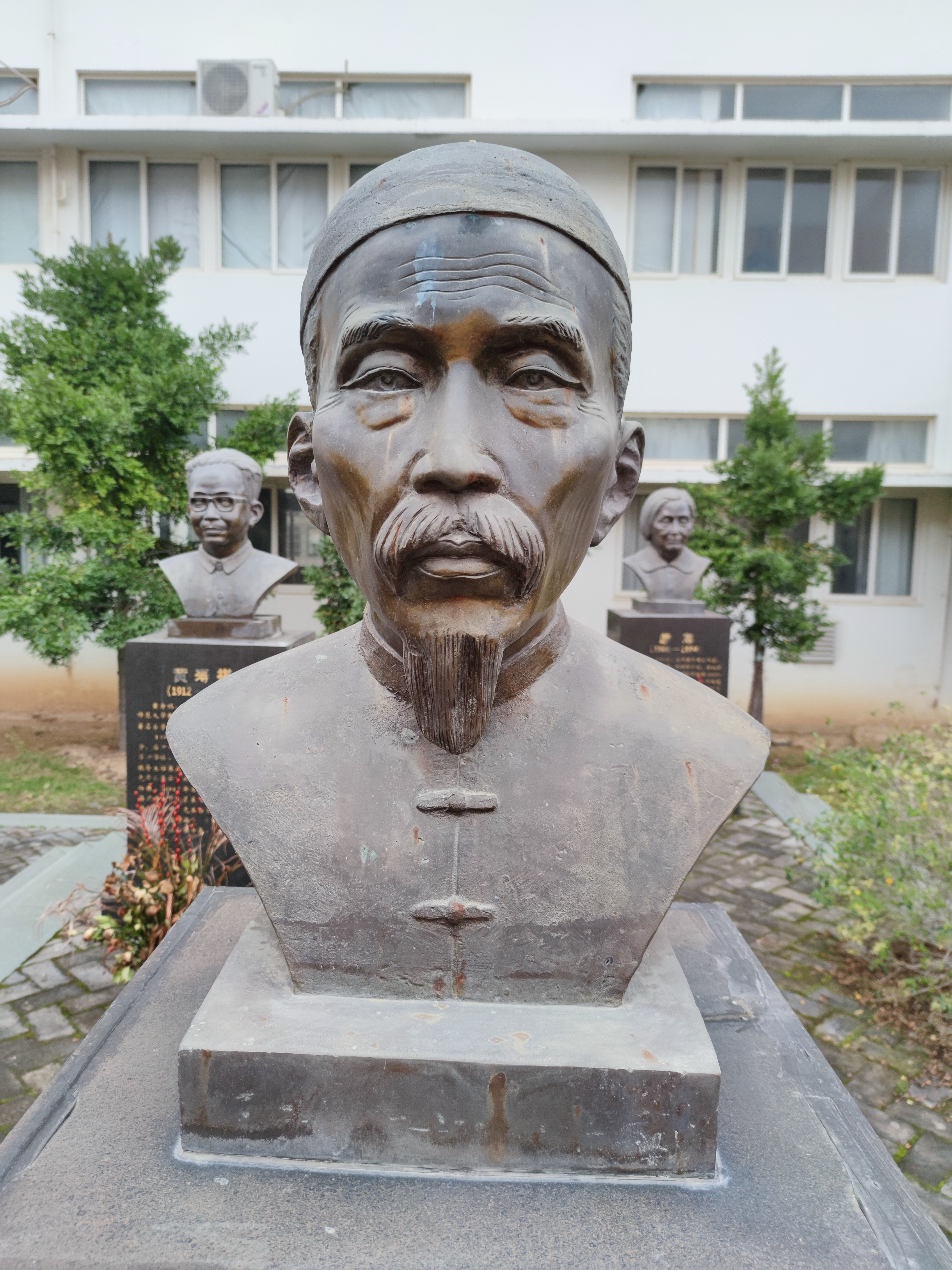
霞浦一中校园内为李增霨塑的像

光緒二十一年，登進士，同年五月，以主事分部学习，授户部山东司主事。光緒二十三年，任泉州府知府。光绪二十八年摄任福宁府知府，任职期间创办宁郡中学堂，后升任闽海关监督。中華民國成立后，擔任大关县知縣等。

## 纪念
李增霨任福宁府知府时深得民心，创办的宁郡中学堂及其沿革学校直至中华人民共和国成立都是闽东最高学府。《霞浦县志》亦有为其立传。目前霞浦一中校园内有以李增霨名字命名的“增霨路”。